# Lo Grau
|  | Per a altres significats, vegeu «Lo Grau (desambiguació)». |

Lo Grau (ídem en aragonès; en castellà El Grado; oficialment El Grado-Lo Grau) és un municipi aragonès situat a la província d'Osca i enquadrat a la comarca del Somontano de Barbastre.
En aquest municipi s'hi troben les bodegues Enate.

## Entitats de població
El municipi agrupa els nuclis següents:
- Artasona. Està situat a 401 metres sobre el nivell del mar. L'any 1991 el llogaret tenia 70 habitants. L'any 2006 hi quedaven 55 habitants.[3] Té un castell a la vora d'un precipici.[4] Va ser centre del marquesat d'Artasona.[3]
- Enate. Està situat a 373 metres d'altitud. L'any 1991 tenia 80 habitants. Des del riu Guatizalema fins al riu Cinca, és l'últim poble dels comtes de Guara.[5]
- El Poblado. L'any 1980 tenia 39 habitants.[6]
- Coscojuela de Fontova. Està situat a 632 metres sobre el nivell del mar.[7]

## Personatges destacats
- Manuel Pardiñas Serrano (1880 - 1912), anarquista assassí del president espanyol José Canalejas.[8]